# Hypsiscopus indonesiensis
Hypsiscopus indonesiensis — вид отруйних змій родини гомалопсових (Homalopsidae). Описаний у 2023 році.

## Поширення
Ендемік Індонезії. Поширений лише в озері Товуті в провінції Південне Сулавесі на острові Сулавесі.